# Lucy Hobbs Taylor
Lucy Hobbs Taylor née Lucy Beaman Hobbs, (14 mars 1833 - 3 octobre 1910) est la première femme américaine à obtenir le diplôme de docteur en chirurgie dentaire en 1866.

## Biographie

### Jeunesse et formation
Lucy Beaman Hobbs est née le 14 mars 1833 à Constable dans l'État de New York. Lucy est la troisième fille et la septième des dix enfants de Lucy Beaman Hobbs et de Benjamin Hobbs. En 1843, sa mère meurt, son père épouse sa tante maternelle Hannah, qui décède également deux ans plus tard. Son père lui fait suivre ses études secondaires à la Franklin Academy (New York) (en) de Malone jusqu'en 1849,,,,.

### Carrière
Après ses études secondaires, à ses seize ans, Lucy commence sa carrière comme enseignante dans une école de Brooklyn dans le comté de Clinton (Michigan), emploi qu'elle occupe pendant dix ans. Pendant son séjour à Brooklyn, elle commence à étudier la médecine avec un ami médecin qui lui donne l'envie d'aller plus loin. C'est pourquoi, en 1859, elle emménage à Cincinnati dans l'Ohio, avec l'intention de suivre des études médicales en postulant à l'Eclectic College of Medicine, seul établissement universitaire médical acceptant des femmes, mais quand elle se présente, le collège a changé ses règles, il n'accepte plus de femmes. Face à ce refus, elle commence un programme d'études privées avec le Dr. Samuel Wardle, doyen de l'Ohio College of Dental Surgery (en). Wardle lui fait intégrer son cabinet dentaire au même titre que ses étudiants,,,,,,
Après avoir obtenu fini ses études, bien qu'on lui ait refusé le diplôme de dentiste, elle ouvre son cabinet dentaire à Cincinnati en 1861. Quand commence la Guerre de Sécession, elle quitte Cincinnati et l'Ohio pour fuir les batailles et les mouvements des armées pour s'installer à Bellevue, puis dans la petite ville de McGregor, toutes deux dans l'Iowa, État qui sera épargné par la guerre de Sécession et qu'elle habite durant trois ans jusqu'à la fin du conflit,,.
En 1865, sa réputation est assise, parmi les dentistes de l'Iowa sa valeur professionnelle est reconnue, ainsi le docteur Luman Church Ingersoll, doyen du département de médecine dentaire de l'université d'État de l'Iowa  la fait admettre à la Iowa State Dental Society, puis elle est élue déléguée pour l'État de l’Iowa auprès de la convention de 1865 de l'American Dental Association (en). En novembre de cette année-là, elle est admise à l'Ohio College of Dental Surgery, où, en 1866, elle obtient son doctorat en chirurgie dentaire, devenant la première femme aux États-Unis à obtenir ce diplôme. Elle écrivit plus tard: « Les gens ont été étonnés quand ils ont appris qu'une jeune fille avait jusqu'alors oublié sa féminité pour vouloir étudier la dentisterie »,.
Elle emménage par la suite à Chicago où elle rencontre James M. Taylor qu'elle épouse en avril 1867, devenant Lucy Hobbs Taylor. Elle convainc son mari qui était un peintre travaillant dans l'atelier d'entretien de la Chicago and North Western Transportation Company de devenir son apprenti dentiste,,.
Les deux époux emménagent à Lawrence, au Kansas, où ils officient conjointement dans le même cabinet jusqu'au décès de son mari en 1886.

### Vie personnelle et engagement
Après la mort de son mari, elle cesse son activité de dentiste pour devenir plus active en politique, faisant campagne pour les droits des femmes jusqu'à sa mort le 3 octobre 1910.
Lucy Hobbs Taylor repose au Oak Hill Cemetery, de Lawrence dans le Kansas aux côtés de son époux,.

## Héritage
En 1900, près d'un millier de femmes américaines avaient suivi les pas de cette pionnière qui a ouvert les portes de la médecine dentaire aux femmes, une augmentation de cette participation attribuée en bonne partie à ses réalisations,. En 1983, l'American Association of Women Dentists ou AAWD (Association américaine des femmes dentistes) crée le Lucy Hobbs Taylor Award, (Prix Lucy Hobbs Taylor), présenté chaque année aux membres de cette association en reconnaissance de l'excellence professionnelle et des réalisations dans l'avancement du rôle de la femme dans la médecine dentaire,.

## Pour approfondir

#### Notices dans des encyclopédies et manuels de références
- (en-US) Paul Wilson Boyer (dir.), Notable American Women : Notable American Women, vol. 3 : 1607-1950, P-Z, Cambridge, Massachusetts, Belknap Press of Harvard University Press, 1er janvier 1971, 729 p. (ISBN 9780674288379, lire en ligne), p. 433-434.
- (en-US) Phyllis Read & Bernard Witlieb (dir.), Book of Women's Firsts : Break-through Achievements of Over 1000 Americ, Random House, 27 octobre 1992, 511 p. (ISBN 9780679742807, lire en ligne), p. 207,
- (en-US) John A. Garraty (dir.), American National Biography, vol. 21 : Stratton - Tunney, New York, Oxford University Press, USA, 1er janvier 1999, 935 p. (ISBN 9780195128000, lire en ligne), p. 391-392. ,
- (en-US) Anne Commire & Deborah Klezmer, Women in World History : A Biographical Encyclopedia, vol. 15 : Sul - Vica, Waterford, Connecticut, Yorkin Publications, Gale Group, 13 décembre 2001, 919 p. (ISBN 9780787640743, lire en ligne), p. 220-224,
- (en-US) Gina Kaufmann, More Than Petticoats : Remarkable Kansas Women, Guilford, Connecticut, Globe Pequot, 24 janvier 2012, 151 p. (ISBN 9780762760275, lire en ligne), p. 1-12,
- (en-US) Sandy Humphreys & Sue Horton (dir.), She Came from Kansas : A Sampler Quilt Celebrating Remarkable Kansas Women, Kansas City, Missouri, Kansas City Star Books, 1er septembre 2013, 82 p. (ISBN 9781611690989, lire en ligne), p. 28,

#### Essais et biographies
- (en) Jesse Russell et Ronald Cohn, Lucy Hobbs Taylor, Book on Demand Ltd., 27 janvier 2013, 96 p. (ISBN 978-5-510-70543-0)

#### Articles
- (en-US) Ralph W. Edwards, « First Woman Dentist Lucy Hobbs Taylor », Bulletin of the History of Medicine, vol. 25, no 3,‎ mai-juin 1951, p. 277-283 (7 pages) (lire en ligne ). ,